# Made in France - Obiettivo Parigi
Made in France - Obiettivo Parigi (Made in France) è un film del 2015 video-on-demand diretto da Nicolas Boukhrief.

## Trama
Sam è un giornalista freelance che decide di analizzare il drammatico fenomeno dei giovani che, scontenti della loro esistenza, si uniscono a gruppi islamici estremisti. Riesce ad infiltrarsi in un gruppo di quattro persone, le quali hanno intenzione di creare una cellula jihadista e organizzare un attacco terroristico, con "obiettivo Parigi".